# Kleinschnittger F 125

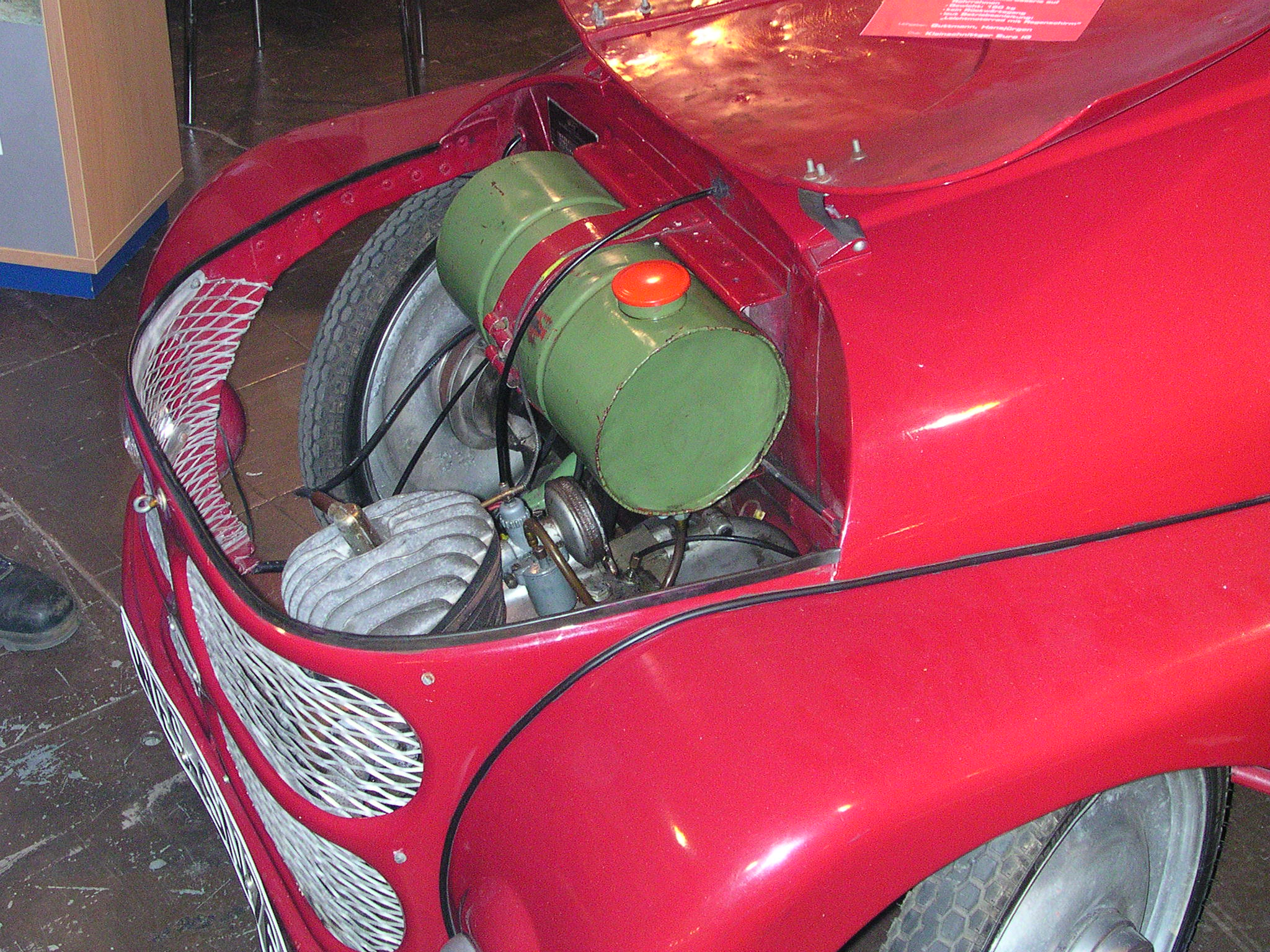
Motor vor der Vorderachse, Tank darüber

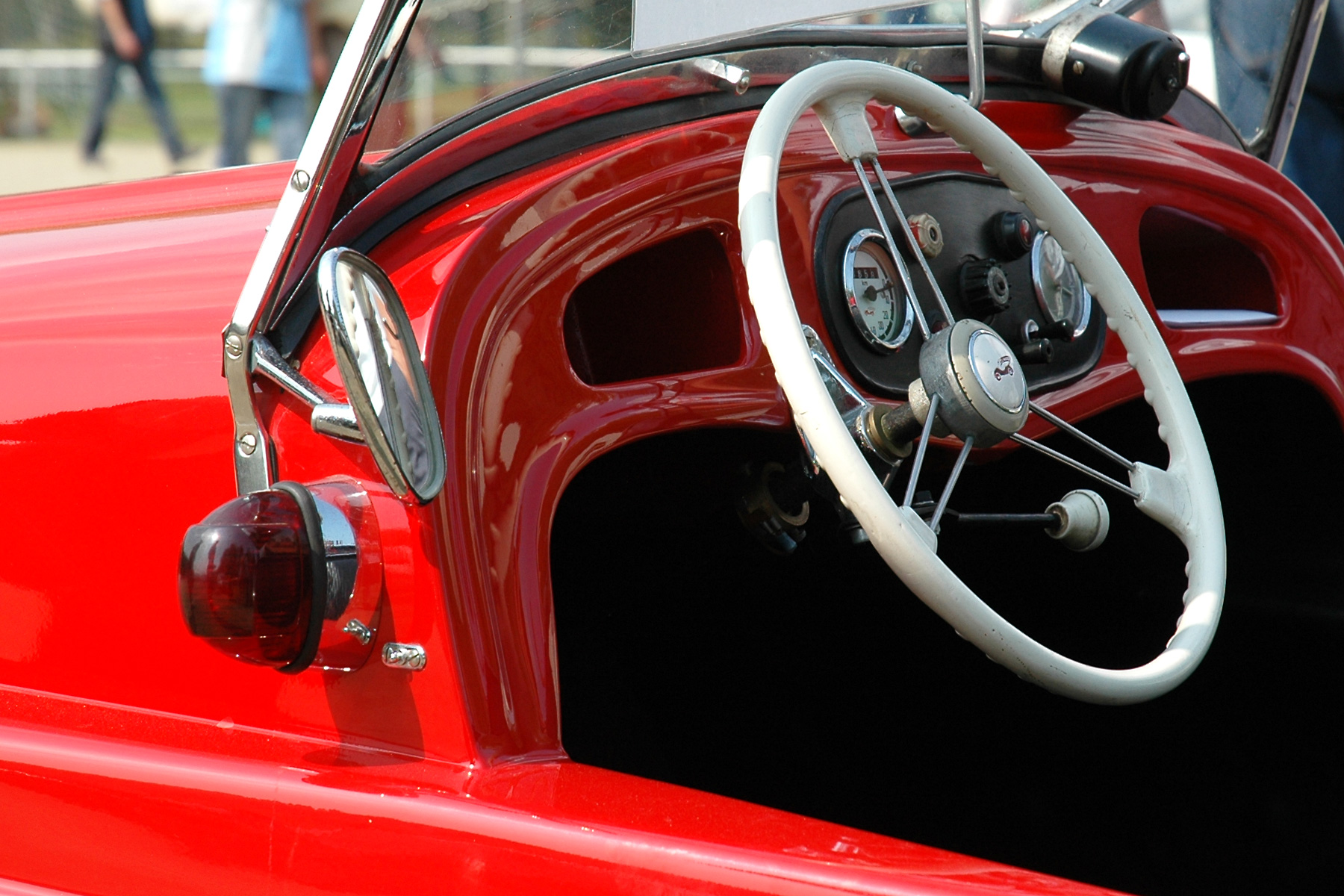
Federspeichenlenkrad

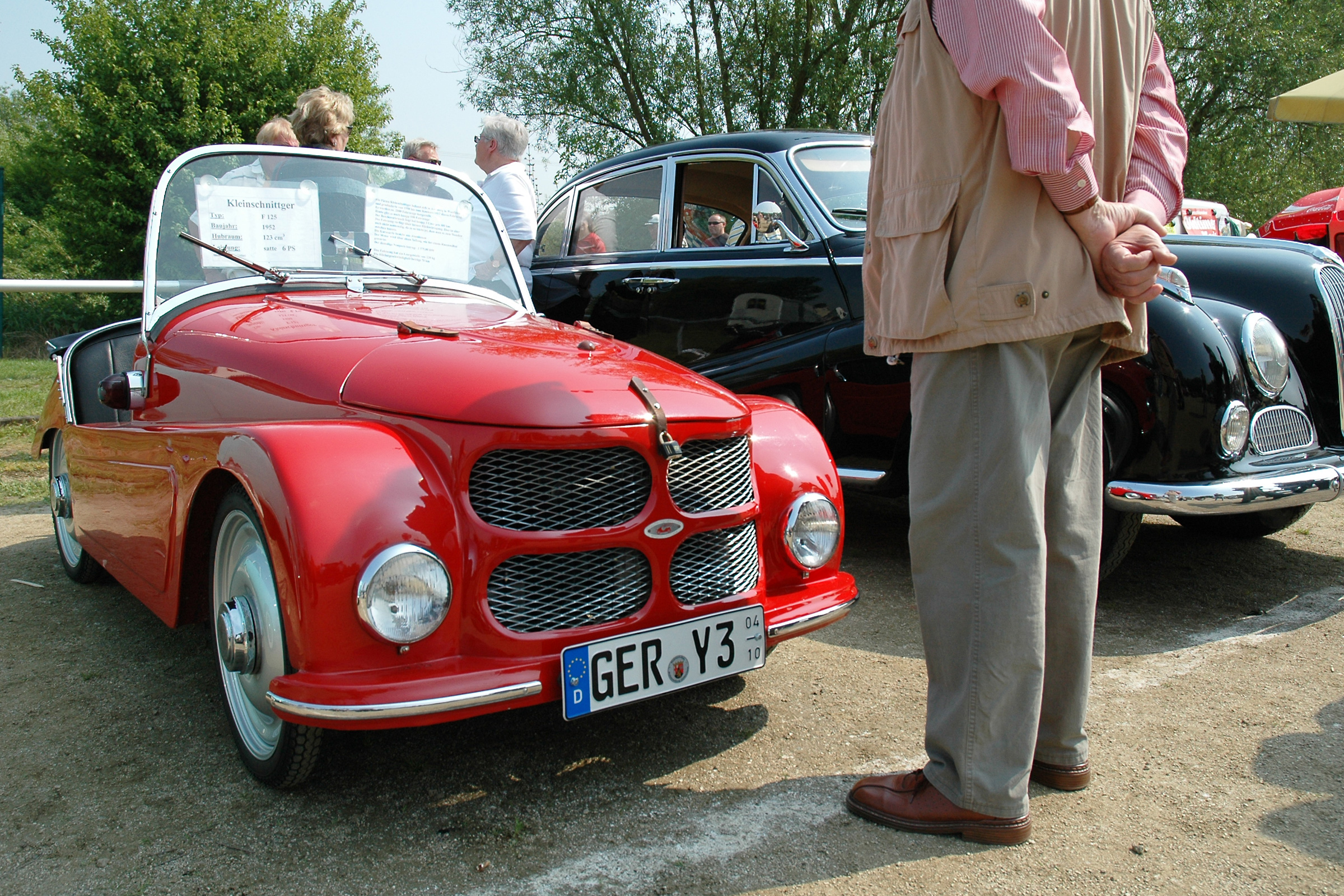
Größenvergleich

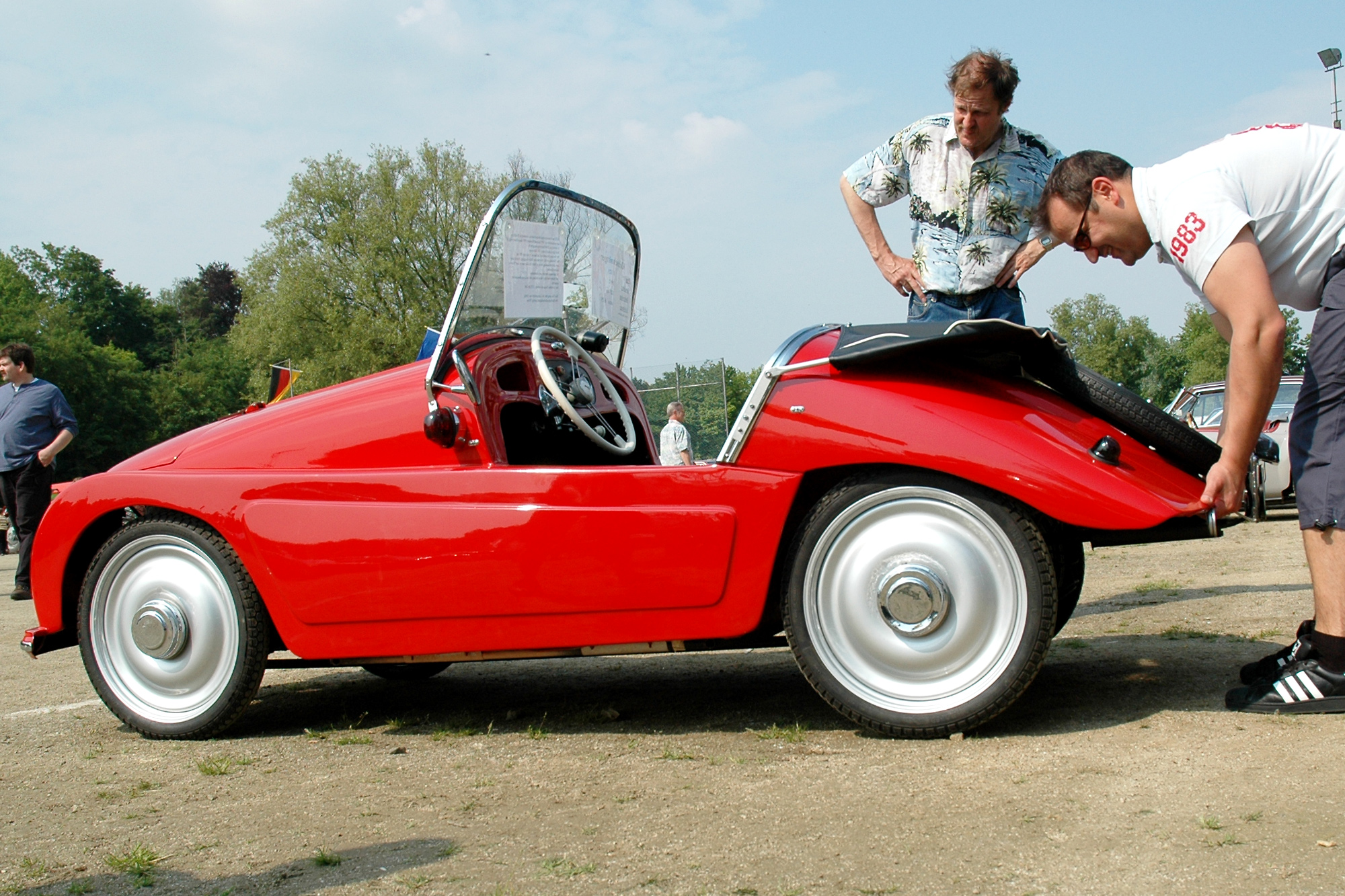
Anheben des F 125 zum Wenden

Der Kleinschnittger F 125 war ein kleiner Roadster, den die  Kleinschnittger GmbH des Konstrukteurs Paul Kleinschnittger von 1950 bis 1957 baute. Er hatte einen 1-Zylinder-Zweitaktmotor und wog fahrfertig 150 kg. Etwa 2000 Kleinschnittger F 125 wurden im Inland verkauft, die ersten verließen nach einer Entwicklungszeit von neun Monaten am 25. April 1950 das Werk in Arnsberg. Das „F“ in der Typbezeichnung stand für Frontantrieb, die „125“ für den Hubraum. Das Logo zeigte stilisiert und mit Flügeln den Prototyp Kleinschnittger 98.

## Motor und Getriebe
Der Motor des Kleinstwagens war ein vor der Vorderachse quer eingebauter fahrtwindgekühlter Einzylinder-Zweitakter von ILO mit einem Hubraum von 123 cm³. Die Motorleistung stieg im Laufe der Bauzeit von anfänglich 4,5 PS über 5,5 PS bis auf 6 PS bei 5500/min ab 1953 nach dem Wechsel von Querstrom- auf Umkehrspülung. Ein Dreiganggetriebe mit Ratschenschaltung und eine Lamellenkupplung waren in das Motorgehäuse integriert. Über eine Kette und statt eines teuren Zahnrad-Differentialgetriebes je einen Klemmrollenfreilauf pro Rad trieb er die Vorderräder über Antriebswellen an. Ein Rückwärtsgang war nicht vorgesehen und wegen der Freiläufe auch nicht möglich. Zum Wenden wurde das leichte Fahrzeug nötigenfalls angehoben und gedreht. Gestartet wurde der Motor mit einem Seilzug, um das Gewicht des elektrischen Anlassers und der Batterie zu sparen, die allerdings gegen Aufpreis erhältlich waren. Der Schalthebel lag rechts unter dem Lenkrad.

## Fahrwerk und Karosserie
Der Wagen hatte einen Zentralrohrrahmen, das Fahrwerk bestand aus geschobenen Längsschwingen vorn und gezogenen Längsschwingen hinten. Dazu gehörten eine einstellbare Gummibandfederung und eine Zahnstangenlenkung. Die Trommelbremsen an allen vier Rädern mit einer Bremsfläche von 150 cm² wurden mechanisch betätigt.
Auf den Rahmen war eine zweisitzige offene Aluminiumkarosserie aufgeschraubt. Türen hatte der Kleinschnittger nicht. Als Wetterschutz dienten eine große Windschutzscheibe und ein aufsteckbares Faltverdeck. Der Tank mit einem Fassungsvermögen von etwa 7,5 Litern war über der Vorderachse eingebaut. Deshalb brauchte der Wagen keine Kraftstoffpumpe. Laut früher Werbung hatte der Kleinschnittger im Heck einen Kofferraum mit „Platz für Reserverad sowie Reise- bzw. Wochenendgepäck“. Ab 1953 war das Reserverad außen auf dem Heck platziert, aber auch dann stand für Gepäck tatsächlich nur ein Fassungsvermögen von 24 Litern zur Verfügung. Ungewöhnlich waren in der Anfangszeit des Kleinschnittgers die Blinker anstelle der um 1950 noch üblichen Winker als Fahrtrichtungsanzeiger.
Zur Ausstattung des Kleinstwagens gehörten ein weißes Federspeichenlenkrad und die Lenkradschaltung sowie in der Luxusvariante eine Uhr.

## Sonstiges
Der Kleinschnittger F 125 galt zu seiner Zeit trotz schmaler Räder (Reifengröße 20×2,25) als sehr fahrsicher und für seinen kleinen Motor als flott. Er erreichte mit 6 PS eine Höchstgeschwindigkeit von 70 km/h; als Reisegeschwindigkeit wurden 50–55 km/h genannt. Von null auf 60 km/h beschleunigte er in 16,5 Sekunden. Rund 30 Jahre später wurde das Fahrverhalten allerdings unter anderem wie folgt umschrieben: „Mehr noch als das Goggomobil ist der Kleinschnittger ein Sportgerät, das nach beherzter Kurventechnik giert. Die sagenhaft leichtgängige Zahnstangenlenkung läßt sich dabei gedankenschnell von Anschlag zu Anschlag wirbeln.“ Des Weiteren hieß es, er habe die Eigenschaft, „sich in Straßenbahnschienen erbarmungslos festzubeißen.“
Auch im Motorsport wurde der kleine Wagen eingesetzt. Bei der Rallye Lissabon–Madrid im August 1953 belegte ein Kleinschnittger F 125 hinter einem Porsche 356 Platz zwei in der Klasse bis 1100 cm³. Derartige Sporteinsätze weckten nicht nur Aufmerksamkeit, sondern brachten überdies Erkenntnisse für die Weiterentwicklung. So erhielt zum Beispiel der Motor drei Schwingungsdämpfer (Silentblocs), um das lästige Nachziehen der Befestigungsschrauben zu vermeiden, die Karosserie wurde im Bereich des Einstiegs verstärkt und die Gelenkscheiben der Antriebswellen wurden aus einem besser haltbaren Material gefertigt.
Der Kleinschnittger war ein preisgünstiges Fahrzeug. Zu Beginn der Produktion kostete es 1995 DM (entspricht inflationsbereinigt etwa 6.700 Euro) und am Ende der siebenjährigen Bauzeit 2450 DM (etwa 7.100 Euro). Mit diesen Preisen sprach Kleinschnittger insbesondere die Zweiradfahrer an (1952: NSU Max 1990 DM) und schrieb in der Bedienungsanleitung: „Betrachten Sie bitte dieses Fahrzeug als Roller oder Motorrad in den unteren Klassen, jedoch auf 4 Rädern … Unser Fahrzeug ist nicht als Ersatz für ein vollwertiges Automobil gedacht, sondern soll lediglich den Motorradfahrer sicherer auf 4 Rädern fortbewegen und ihm gleichzeitig Schutz gegen Wind und Wetter bieten.“ Der Sammlerwert (Stand 2016) wird je nach Zustand mit 5.000 bis 15.000 EUR angegeben.

## Technische Daten
| Kenngrößen                | Kleinschnittger F 125 (nach 1953)                                       |           |           |
| Motor                     | 1-Zylinder-Zweitaktmotor, vorn quer                                     |           |           |
| Hubraum (Bohrung × Hub)   | 123 cm³ (52 × 58 mm)                                                    |           |           |
| Verdichtung               | 6,8 : 1                                                                 |           |           |
| Leistung                  | 6 PS (4,4 kW) bei 5500/min (ab 1953)                                    |           |           |
| Max. Drehmoment           | 21 Nm bei 4500/min                                                      |           |           |
| Kühlung                   | Fahrtwind                                                               | Fahrtwind | Fahrtwind |
| Getriebe                  | 3-Gang-Getriebe mit Ratschenschaltung, kein Rückwärtsgang, Frontantrieb |           |           |
| Radaufhängung vorn        | geschobene Längsschwingen, Gummibandfederung                            |           |           |
| Radaufhängung hinten      | gezogene Längsschwingen, Gummibandfederung                              |           |           |
| Karosserie                | Aluminiumkarosserie auf Zentralrohrrahmen                               |           |           |
| Lenkung                   | Zahnstangenlenkung                                                      |           |           |
| Bremse                    | Trommelbremse, mechanisch betätigt                                      |           |           |
| Radstand                  | 1700 mm                                                                 |           |           |
| Spurweite vorn und hinten | 1010 mm (980 mm)                                                        |           |           |
| Reifengröße               | 20 × 2,25                                                               |           |           |
| Maße L × B × H            | 2895 × 1185 × 1220 mm (2650 × 1150 × 1200 mm)                           |           |           |
| Wendekreis                | 7,5 Meter                                                               |           |           |
| Leergewicht (ohne Fahrer) | 150 kg                                                                  |           |           |
| Zulässiges Gesamtgewicht  | 330 kg (350 kg)                                                         |           |           |
| Höchstgeschwindigkeit     | 70 km/h                                                                 |           |           |
| Verbrauch                 | ca. 2,5–3 Liter/100 km                                                  |           |           |
| Tankinhalt                | 7,5 Liter                                                               |           |           |
| Mischungsschmierung       | 1 : 20                                                                  |           |           |

In Klammern abweichende Angaben in einem Werbefaltblatt des Herstellers von 1953